# Thommie Persson
Leif Thommie Christer Persson, född 4 augusti 1984 i Fosie (Malmö), är en svensk fotbollsspelare som spelar för Janstorps AIF. Han har tidigare spelat för bland annat Malmö FF och Trelleborgs FF. 

## Karriär
I januari 2012 värvades Persson av Superettan-klubben Varbergs BoIS. I början av 2016 var han ryggskadad.
I juni 2018 gick Persson till Träslövsläge IF. Han spelade 10 matcher för klubben i Division 5 under säsongen 2018. Säsongen 2019 spelade Persson två matcher i Division 6.
I mars 2020 blev Persson klar för division 5-klubben Skurups AIF. Han spelade 11 matcher och gjorde två mål under säsongen 2020. Under säsongen 2021 var Persson dessutom spelande tränare i klubben. Inför säsongen 2023 gick han till division 5-klubben Janstorps AIF och fick en roll spelande assisterande tränare i klubben.